# Burgwalden
Burgwalden ist ein Dorf und Ortsteil der Stadt Bobingen im schwäbischen Landkreis Augsburg in Bayern.

## Lage
Das Dorf Burgwalden liegt in den Stauden.

## Geschichte
Die Siedlung wird erstmals im Jahr 1130 als Atinhouen erwähnt. Das spätere Dorf Ettenhofen wurde 1513 von der Patrizierfamilie Höchstetter gekauft und in Burckwalden umbenannt.

Burgwalden war ein Ortsteil von Reinhartshausen. Diese Gemeinde wurde am 1. Januar 1972 im Zuge der Gebietsreform in Bayern in die Stadt Bobingen eingemeindet.
Burgwalden gehört zur katholischen Pfarrei Sankt Laurentius in Reinhartshausen, Dekanat Schwabmünchen im Bistum Augsburg.